# Denkmalgeschützte Objekte im Okres Spišská Nová Ves

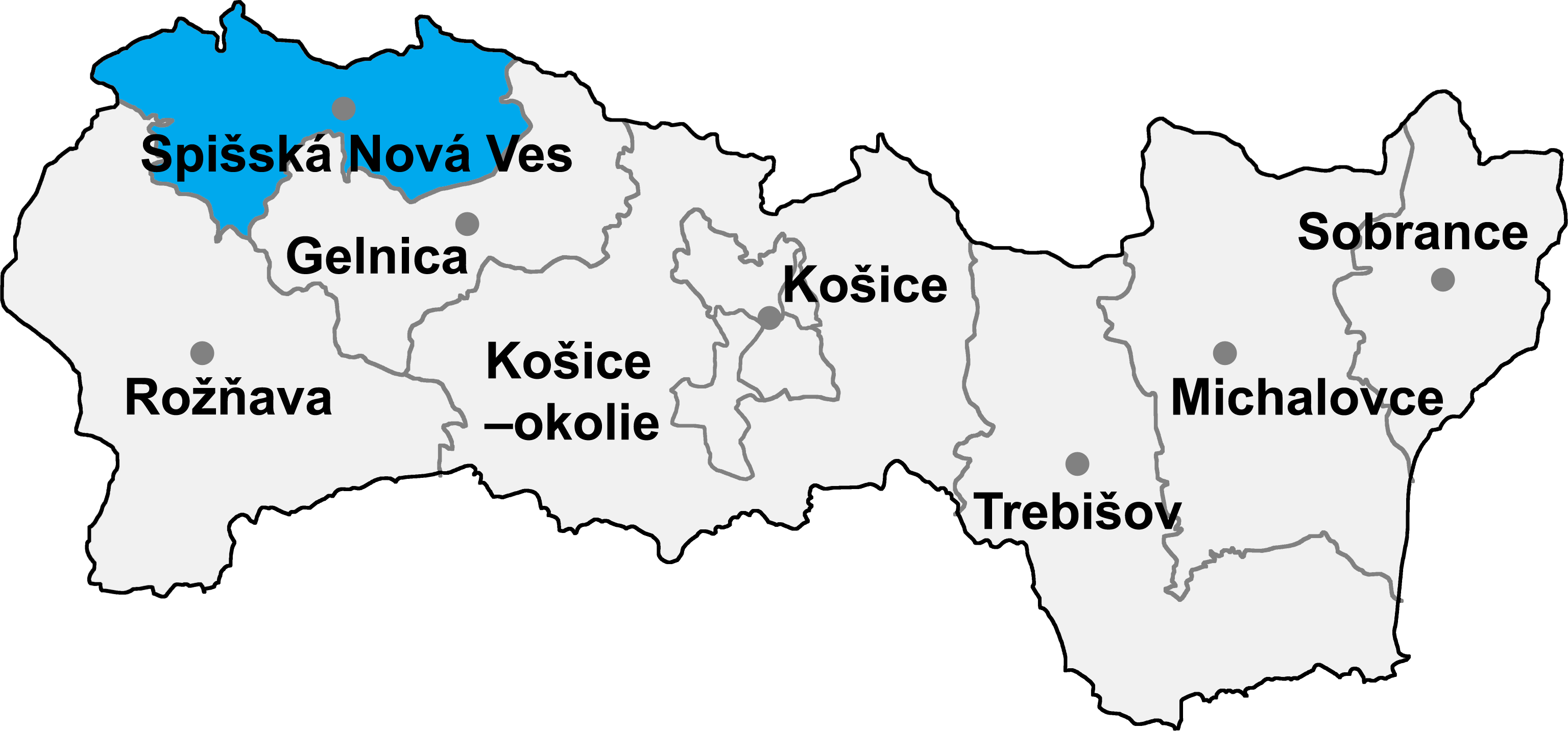

Im Okres Spišská Nová Ves bestehen 336 denkmalgeschützte Objekte. Die unten angeführte Liste führt zu den Gemeindelisten und gibt die Anzahl der Objekte an. In Gemeinden, die nicht verlinkt sind, existieren keine geschützten Objekte.
| Liste der Okresy                  | Objektanzahl |
| --------------------------------- | ------------ |
| Arnutovce (Emaus)                 | 1            |
| Betlanovce (Betelsdorf)           | 6            |
| Bystrany (Eulenbach)              | 1            |
| Danišovce (Densdorf)              | 1            |
| Harichovce (Palmsdorf)            | 1            |
| Hincovce (Hinsdorf)               | 0            |
| Hnilčík (Eisenbach)               | 1            |
| Hnilec (Hniletz)                  | 13           |
| Hrabušice (Kabsdorf)              | 5            |
| Chrasť nad Hornádom (Hrost)       | 1            |
| Iliašovce (Sperndorf)             | 2            |
| Jamník (Jemnig)                   | 1            |
| Kaľava (Karlsdorf)                | 0            |
| Kolinovce (Kohlsdorf)             | 0            |
| Krompachy (Krompach)              | 17           |
| Letanovce (Lettensdorf)           | 4            |
| Lieskovany (Haseldorf)            | 0            |
| Markušovce (Marksdorf)            | 21           |
| Matejovce nad Hornádom (Matzdorf) | 0            |
| Mlynky                            | 1            |
| Odorín (Dirn)                     | 4            |
| Olcnava (Alzenau)                 | 0            |
| Oľšavka (Olschanka)               | 0            |
| Poráč (Rotenberg)                 | 31           |
| Rudňany (Kotterbach)              | 8            |
| Slatvina (Salzbrunn)              | 1            |
| Slovinky (Höfen)                  | 1            |
| Smižany (Schmögen)                | 12           |
| Spišská Nová Ves (Zipser Neudorf) | 84           |
| Spišské Tomášovce (Tomsdorf)      | 3            |
| Spišské Vlachy (Wallendorf)       | 64           |
| Spišský Hrušov (Birndorf)         | 3            |
| Teplička (Teplitzchen)            | 1            |
| Vítkovce (Witkensdorf)            | 1            |
| Vojkovce (Woikensdorf)            | 0            |
| Žehra (Schigra)                   | 49           |